# 天津圣母帡幪堂

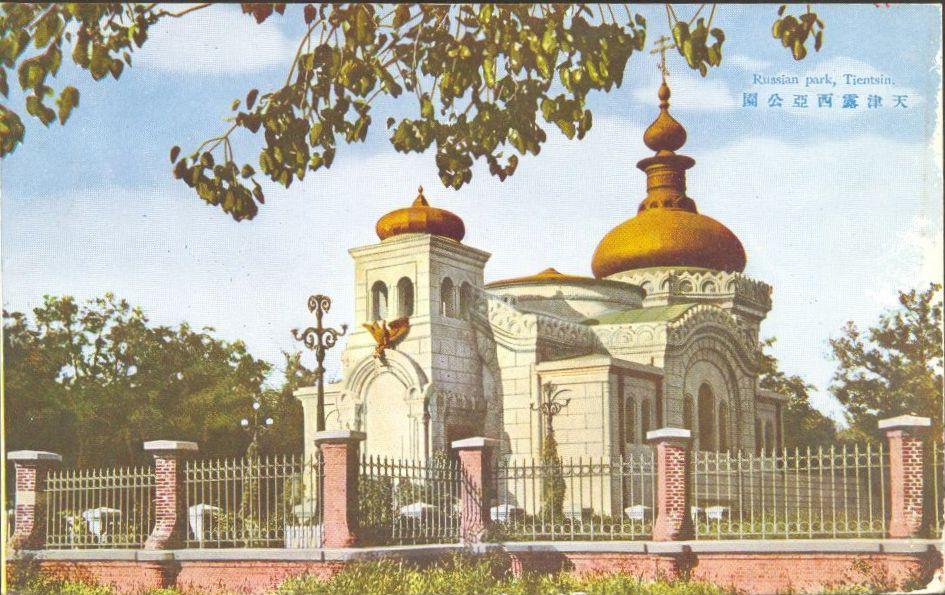
天津圣母帡幪堂

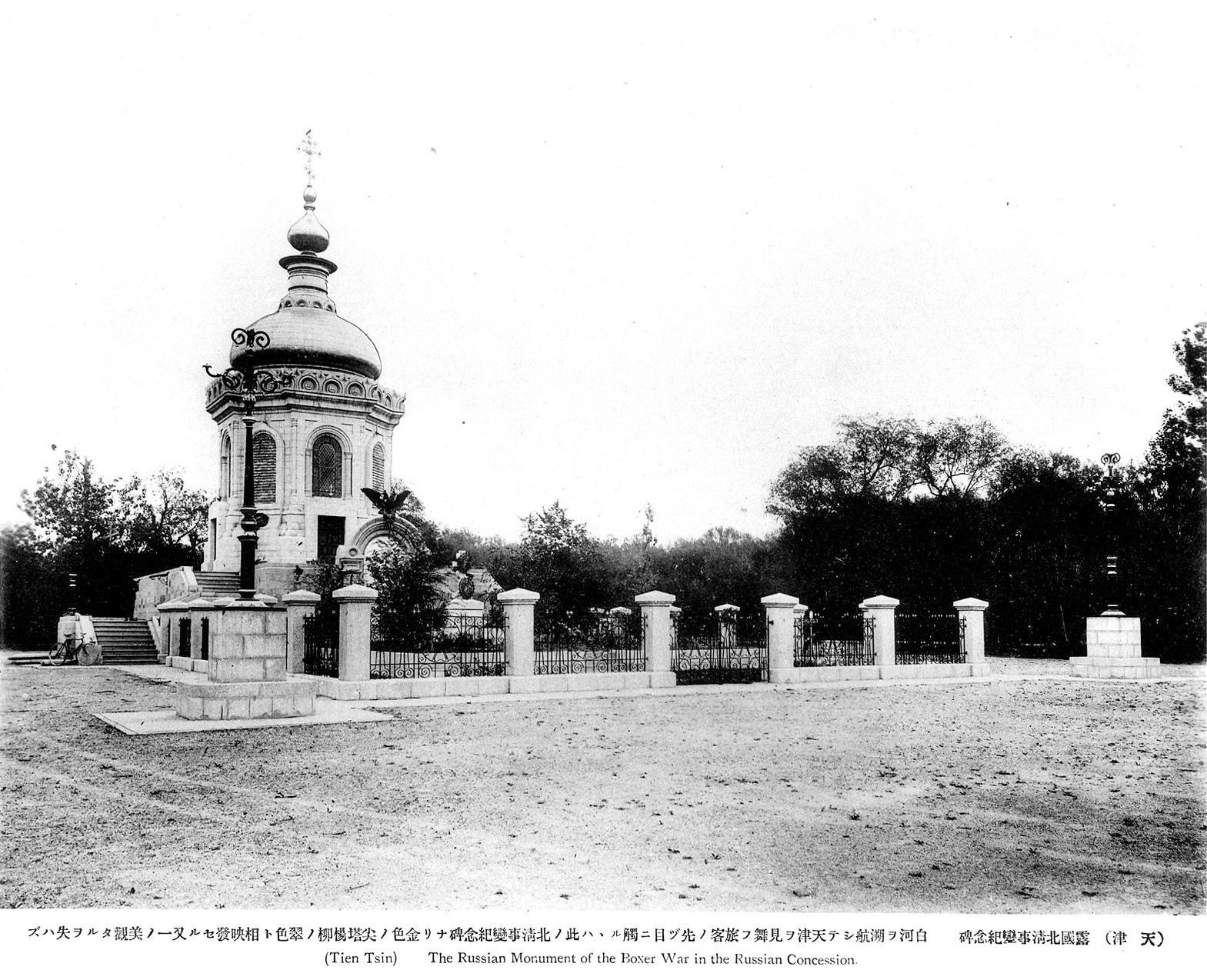
天津圣母帡幪堂

天津圣母帡幪堂是历史上俄国侨民在中国天津兴建的一座东正教教堂，坐落在当时的天津俄租界内。曾为中华正教会天津教区的主教座堂。

## 历史沿革
1901年6月30日，俄国在天津海河东岸天津俄租界的露国公园（俄国公园，今河东区南站）内动工修建圆形的北清事变纪念塔，设计者为格里戈连科中校，下面埋葬在八国联军战争中阵亡的108名俄军士兵。1909年，纪念塔改建为救世主堂。救世主堂用汉白玉建造，雕刻装饰精美，但是其容量颇小，只能容纳20人祈祷，供当时附近的俄国信徒使用。此前天津并无正式的东正教堂，仅有1904年在河北小关大街租房设立的祈祷所，华人信徒多聚居于此。
1920年代初，大批白俄难民进入哈尔滨、上海和天津，其中陆续到达天津的约有5000人。1922年，北京东正教会派维克托尔到天津任本堂司祭，他将救世主堂加以扩建，能容纳数百人，更名为圣母帡幪堂。1924年天津俄租界由中国接管后，圣母帡幪堂由于大量白俄信徒的到来，反而更为繁荣。维克托尔追随流亡塞尔维亚的教廷。东正教天津教区成立后，圣母帡幪堂为主教座堂。
1939年，日军征用圣母帡幪堂，拆除改建军用仓库。1941年在特一区（原德租界）小刘庄南大道（今河西区琼州道河西医院旁）按原样重建圣母帡幪堂。1942年，新教堂建成。1945年，圣母帡幪堂被国民政府作为敌产查封。天津教区总堂迁至林森路（现新华路）达文波路(今建设路)利用俄国侨民俱乐部健身房改建的圣尼古拉堂。
自1945年到1950年代，大批俄侨陆续离境，1955年和1956年，圣谢拉菲姆堂（今和平区南京路东莱里，俄侨养老院内）和圣英诺肯提乙堂（今和平区郑州道）先后关闭。1965年，圣尼古拉教堂也宣告结束。1976年，琼州道圣母帡幪堂建筑在唐山地震中损坏，1980年代拆除。